# Les Cheyennes
Pour les articles homonymes, voir Cheyenne.
Pour plus de détails, voir Fiche technique et Distribution.
Les Cheyennes (Cheyenne Autumn) est un film américain réalisé par John Ford, sorti en 1964.

## Synopsis
Depuis leur reddition, les Cheyennes végètent dans une réserve administrée par le bureau des affaires indiennes, quelque part dans une région aride de l'Oklahoma. La population souffre d'un manque de vivres et de soins qui, selon l'accord conclu avec le gouvernement, devaient pourtant être fournis.
Fatigués des promesses non tenues, les Cheyennes décident de quitter leur réserve pour rejoindre leurs terres dans le Wyoming. Ils entament alors un long périple à travers le pays, traqués par des troupes de l'armée américaine totalisant 10 000 hommes.

## Fiche technique
- Titre original : Cheyenne Autumn
- Titre français et québécois : Les Cheyennes
- Réalisation : John Ford
- Scénario : James R. Webb d'après le roman de Mari Sandoz
- Production : John Ford (non crédité) et Bernard Smith
- Sociétés de production : Ford-Smith Productions
- Société de distribution : Warner Bros.
- Musique : Alex North
- Photographie : William H. Clothier
- Opérateur caméra : Gerald Perry Finnerman (non crédité)
- Montage : Otho Lovering et David Hawkins (non crédité)
- Direction artistique : Richard Day
- Décors : Darrell Silvera
- Maquillage : Norman Pringle
- Pays de production : États-Unis
- Format : Couleurs - 2,20:1 - Super Panavision 70
- Genre : western
- Durée : 154 minutes
- Dates de sortie :   
  - États-Unis : 3 octobre 1964
  - France : 30 octobre 1964
- Affiches : Raymond Elseviers (Belgique), Yves Thos / René Ferracci[réf. nécessaire], Jean Mascii, Michel Landi (France)

## Distribution
- Richard Widmark (VF : Raymond Loyer) : le capitaine Thomas Archer, un officier chargé de pourchasser les Cheyennes, mais qui ne le fait qu'à contrecœur
- Carroll Baker (VF : Jeanine Freson) : Deborah Wright, la belle institutrice quaker de la réserve cheyenne qui les accompagne dans leur exode
- Sal Mineo : Red Shirt
- Dolores del Río (VF : Paule Emanuele) : Spanish Woman (L'Espagnole), l'épouse du chef indien Dull Knife
- Ricardo Montalbán (VF : Jean-Henri Chambois) : Little Wolf
- Gilbert Roland (VF : Jean-François Laley) : Dull Knife
- Patrick Wayne (VF : Jacques Bernard) : le fougueux lieutenant Scott
- Mike Mazurki (VF : Jean Clarieux) : le sergent Stanislaus Wichowsky
- Karl Malden (VF : William Sabatier) : le capitaine Oskar Wessels
- James Stewart (VF : Gabriel Cattand) : Wyatt Earp
- Arthur Kennedy (VF : Roger Rudel) : Doc Holliday
- Elizabeth Allen : Miss Guinevere Plantagenet
- John Carradine : le major Jeff Blair
- Edward G. Robinson (VF : Michel Gatineau) : Carl Schurz, le secrétaire d'État à l'Intérieur
- George O'Brien (VF : Claude Bertrand) : le major Braden
- Sean McClory (VF : Pierre Leproux) : le docteur O'Carberry
- Judson Pratt (VF : Louis Arbessier) : le maire Dog Kelly
- Victor Jory : Tall Tree
- Ken Curtis : Joe
- Carmen D'Antonio : une femme Pawnee

Acteurs non crédités
- Walter Baldwin (VF : Georges Hubert) : Jeremy Wright, l'oncle de Deborah
- Willis Bouchey (VF : Émile Duard) : le colonel à Victory Cave
- Rudy Bowman : un habitant de Dodge City
- Joe Brooks : un barman à Dodge City
- Harry Carey Jr. (VF : Henry Djanik) : le cavalier Smith
- James Flavin : le sergent de la garde à Fort Robinson
- William Forrest : un sénateur
- William Henry : un capitaine d'infanterie
- Nancy Hsueh : Little Bird
- Ben Johnson (VF : Albert Augier) : le cavalier Plumtree
- Mae Marsh : une femme à Dodge City
- Philo McCullough : un habitant de Dodge City
- Denver Pyle : le sénateur Henry
- John Qualen : Svenson
- Walter Reed : le lieutenant Peterson à Fort Robinson
- Chuck Roberson : Jessie, un bouvier texan
- Bing Russell : l'opérateur télégraphique de Braden
- Bill Williams : un cavalier
- Carleton Young : l'assistant de Carl Schurz

## John Ford et les Indiens
Interrogé par Peter Bogdanovich sur le fait que les Indiens possédaient dans son œuvre une dignité rare dans la culture américaine, John Ford répondit :

« C'est sans doute une réaction inconsciente, mais c'est en effet un peuple très digne - même lorsqu'il a été battu. Naturellement, ce n'est pas très populaire aux États-Unis. Le public aime voir les Indiens se faire tuer. Il ne les considère pas comme des êtres humains, possédant une profonde culture, différente des nôtres. Si vous regardez les choses en détail, vous découvrirez pourtant que leur religion ressemble en de nombreux points à la nôtre. »

« J’avais tué plus d’Indiens que Custer, Beecher et Chivington ensemble. De plus, en Europe, les gens veulent toujours en savoir plus sur les Indiens. Il y a toujours deux façons de raconter une histoire. Moi, j’ai voulu, pour une fois, montrer le point de vue des Indiens. Soyons francs, nous les avons très mal traités. C’est une véritable tache sur notre conscience. Nous les avons trompés, volés, assassinés, que sais-je encore. Eux, il suffisait qu’ils tuent un seul Blanc et la troupe rappliquait au galop. »

## Autour du film
- Il s'agit du dernier western réalisé par John Ford. Montrant les Indiens sous un jour favorable et compatissant à leur sort, le réalisateur inscrit cette œuvre dans le contexte de la renaissance de l'identité indienne et du regain des revendications des différents Native Americans dans les années 1960 et 1970.
- Le film dénonce, souvent avec l'humour de la caricature, certains travers de l'Américain blanc : Culte de l'argent, haine de l'Indien, désinformation par une presse raciste et avide de sensationnalisme, lâcheté du militaire criminel qui se retranche derrière l'exécution d'un ordre, obsession pour le poker, etc.
- Les véritables Indiens que l'on voit à l'écran ne sont pas des Cheyennes dont le nombre était trop faible, mais des Navajos. En outre, les principaux rôles d'Indiens Cheyennes sont joués par des acteurs hispaniques.
- John Ford ayant eu quelques problèmes de santé, son assistant Ray Kellogg tourna quelques séquences[2].